# Florestas primárias e antigas de faias dos Cárpatos e de outras regiões da Europa
As florestas primárias e antigas de faias dos Cárpatos e de outras regiões da Europa constituem patrimônio natural de caráter transnacional. Elas são compostas por mais de cinquenta bosques, formados principalmente de faias. Estas florestas são distribuídas por países europeus desde a Espanha até a Ucrânia e foram consideradas pela UNESCO como Patrimônio Mundial em 2007.
Esse patrimônio natural inclui 94 partes distribuídas por 18 países. A expansão da faia europeia tem início no final da última Idade do Gelo, e a árvore se espalhou de algumas áreas isoladas nos Alpes, Cárpatos, Dinarides, Mediterrâneo e Pirenéus para as demais em curto período em um processo contínuo. O sucesso da expansão em todo o continente está relacionado à adaptabilidade e tolerância dessa árvore a diferentes condições climáticas, geográficas e físicas.
A área total ocupada pelas florestas de faias é de 779,716 km². Há também uma zona tampão de 292,789 km², sendo que 70% está localizada na Ucrânia. Esta área inclui dois parques nacionais e algumas áreas protegidas de acesso restrito, principalmente na Eslováquia. Ambos os parques nacionais, juntamente com uma área vizinha na Polônia, são considerados umareserva da biosfera, a Reserva da Biosfera dos Cárpatos OrientaisES Este patrimônio é indispensável para a compreensão da história e da evolução do gênero Fagus que, dada sua ampla distribuição no Hemisfério Norte e sua importância ecológica, é globalmente significativo.
Os bosques de florestas temperadas são complexos e exibem padrões de povoamento puros e mistos da faia europeia, apresentando amplo gradiente ecológico que inclui condições climáticas e geológicas. Esses bosques representam uma reserva genética inestimável de faias e muitas espécies associadas e dependentes desses habitats florestais. Além disso, são exemplo importante de colonização e desenvolvimento de ecossistemas terrestres e comunidades ecológicas desde a última Idade do Gelo até os dias atuais.